# Franz Xaver Schwarz
Franz Xaver Schwarz, född 27 november 1875 i Günzburg, död 2 december 1947 i ett interneringsläger i närheten av Regensburg, var en tysk nazistisk politiker. Han var Nationalsocialistiska tyska arbetarepartiets (NSDAP) riksskattmästare 1925–1945 och som sådan var han bland annat ansvarig för finansieringen av Aktion T4, Nazitysklands mord på personer med psykiska och fysiska funktionsnedsättningar.
Schwarz erhöll den 20 april 1942 hedersgraden SS-Oberstgruppenführer.